# Fantozzi subisce ancora
Fantozzi subisce ancora è un film del 1983 diretto da Neri Parenti. È il quarto capitolo della saga incentrata sulle vicende dell'impiegato Ugo Fantozzi, ideato ed interpretato da Paolo Villaggio.
Il film, che vede la partecipazione di attori che ricorreranno negli episodi a venire (oltre a Paolo Villaggio anche Plinio Fernando, Anna Mazzamauro e Gigi Reder), è l'ultimo ad essere tratto da un libro dell'attore genovese. È anche l'ultimo film in cui compare il personaggio del geometra Calboni, interpretato da Riccardo Garrone a seguito della morte di Giuseppe Anatrelli.

## Trama
Fantozzi in questo capitolo dovrà vedere e subire altre vicende quali: una giornata di assenteismo, una vacanza in comitiva, la figlia incinta, delle olimpiadi aziendali, le elezioni politiche fino ad arrivare a un epilogo che per lo sfortunato ragioniere sarà molto rischioso e davvero poco rilassante.

### Prologo
Gli impiegati della Megaditta dichiarano di avere una gran voglia di lavorare e di entrare in ufficio in anticipo, ma appena entrati, in nome del più profondo assenteismo, se ne vanno tutti, lasciando Fantozzi da solo a coprirli. Il ragioniere riesce, tramite complicati meccanismi, a svolgere le mansioni di tutta l'azienda; quando i colleghi sono appena tornati, l’ispettore Lobbiam, che ha controllato per tutto il giorno il lavoro degli impiegati, punisce proprio Fantozzi, che si è allontanato per un momento (costretto dai colleghi a lavarsi in bagno), credendolo l'unico assenteista.

### La Riunione di Condominio
Fantozzi va poi a prendere la figlia Mariangela al negozio di animali dove lavora e le comunica che forse le ha trovato un lavoro migliore alle Poste. Tornati a casa, la moglie Pina ricorda al marito che quella sera hanno organizzato in salotto una riunione di condominio, che è fonte di una violenta rissa.

### La vacanza in comitiva
La signorina Silvani vince un camper in un programma televisivo, quindi Filini decide di organizzare una vacanza in comitiva degli impiegati, organizzata con dei camper "di fortuna" ricavati dai mezzi più diversi. Durante la strada incontrano Franco, un autostoppista obeso, peloso e maleodorante, che viene preso a bordo dalla Silvani, la quale lo soprannomina Franchino, e conduce la comitiva in quello che dice essere un paradiso, che in realtà è una discarica sul mare. La Silvani si innamora dell'autostoppista, suscitando la gelosia di Fantozzi, che viene umiliato da Franchino con semplici domande di cultura generale cui il ragioniere non sa rispondere.

### Mariangela Incinta
Fantozzi e la moglie Pina scoprono a sorpresa che Mariangela è rimasta incinta: il padre è tale Loris Batacchi, un collega di lavoro di Mariangela alle Poste. Fantozzi e Pina, sotto mentite spoglie, vanno a casa sua, ma Batacchi si rivela essere un maleducato e volgare seduttore che ha fatto l'amore con Mariangela solo per vincere una scommessa. Delusi, Ugo e Pina decidono di non comunicargli la sua futura paternità.
Si decide allora di far abortire Mariangela. Fantozzi si reca in un ospedale, ove, dopo diverse peripezie e quasi due milioni di lire sborsate, viene messo a pernottare nella sala operatoria del professor Zambrini Loredan, detto Jack Lo Squartatore, un sadico chirurgo che opera per errore lo stesso Fantozzi. Intanto Mariangela ha raggiunto il nono mese di gravidanza e dà alla luce una creatura che, per motivi di pudore, non verrà mostrata al pubblico e di cui non verrà svelato il nome né chiarito il sesso.

### Le Olimpiadi Aziendali
Nel frattempo, alla Megaditta, grazie ad una serie di sotterfugi il ragionier Fonelli viene nominato Mega Direttore Naturale del personale, assumendo il nome di "Cobram II"; essendo un fanatico dell'atletica leggera, organizza i giochi olimpici aziendali. Questi giochi non prevedono premi per la squadra prima classificata: viceversa, per i membri della squadra che risulterà ultima classificata, è previsto il trasferimento presso la miniera di Sassu Strittu, nel comune di Carbonia, dove gli impiegati verranno usati come muli da soma. L'Ufficio Sinistri di Fantozzi non eccelle in nessuna delle discipline previste e, prima dell'ultima decisiva gara di staffetta, non ha totalizzato nemmeno un punto. Grazie ad uno stratagemma, la staffetta dell'Ufficio Sinistri arriva prima, ma sul traguardo il candelotto di dinamite utilizzato come testimone, per incentivare per la corsa, esplode in mano a Fantozzi.

### Le Elezioni Politiche
È il momento delle elezioni politiche, ma Fantozzi è indeciso su chi votare e teme che sbagliare il voto possa fargli perdere il lavoro. Decide allora di mettersi in mutua per poter seguire tutti i dibattiti elettorali televisivi, in cui compaiono i volti più noti della politica del tempo: Marco Pannella (segretario del PR), Giovanni Spadolini (segretario del PRI), Ciriaco De Mita (segretario della DC), Enrico Berlinguer (segretario del PCI), Pietro Longo (segretario del PSDI), Giorgio Almirante (segretario del MSI), Nilde Iotti (esponente del PCI e Presidente della Camera), Giorgio Benvenuto (segretario generale della UIL), Bettino Craxi (segretario del PSI) e Giulio Andreotti (esponente della DC). Confuso dalle troppe ore passate a seguire i dibattiti e dalle affermazioni contraddittorie dei politici, Fantozzi matura una personale decisione: si rinchiuderà nella cabina elettorale per lungo tempo, uscendone solo dopo aver tirato lo sciacquone.

### Epilogo
Fantozzi infine va in spiaggia con la famiglia e tenta di fare una nuotata e praticare della pesca subacquea: viene però pescato per errore da un elicottero della protezione civile, che lo lancia sopra un bosco in fiamme.

## Curiosità
- La sequenza della cabina telefonica che esplode è ripresa dal film Piedone a Hong Kong.

- Nella scena delle elezioni politiche in Italia del 1983, si può leggere come data in uno dei giornali che compra Fantozzi, 27 settembre 1983, nella realtà le stesse si svolsero tre mesi prima ossia, tra il 26 e il 27 giugno dello stesso anno.

- È il primo film della saga dove un impiegato (in questo caso il Ragionier Fonelli) viene promosso a Direttore Naturale, assumendo così il soprannome di "Cobram II", potendosi così vendicare di chi lo aveva preso in giro e soddisfando al contempo il suo desiderio ossia fare delle "Olimpiadi Aziendali" all'interno della Megaditta.
- Infine, il film sembra ambientarsi in un periodo di tempo compreso tra il 10 settembre 1982 e il 28 luglio 1983 (come sentito su una radio nella scena finale del film riguardo l'ondata di caldo e sugli incendi boschivi che ha colpito l'Italia in quello stesso anno).